# Криспин, Нельсон
Нельсон Криспин (исп. Nelson Crispin; род. 1992, Букараманга) ― колумбийский пловец-паралимпиец. 10-кратный чемпион мира, 9-кратный чемпион Парапанамериканских игр, трехкратный серебряный призёр Паралимпиады 2016 года, чемпион Паралимпийских игр 2020 в Токио.

## Биография
Нельсон Криспин родился 10 мая 1992 года в городе Букараманга, Колумбия.
Он представлял Колумбию на Летних Паралимпийских играх 2012 года и на Летних Паралимпийских играх 2016 года.
В общей сложности он выиграл три серебряные медали, все на летних Паралимпийских играх 2016 года, проходивших в Рио-де-Жанейро, Бразилия. Он выиграл эти медали в заплыве на 50 метров вольным стилем S6 среди мужчин, на дистанции 100 метров вольным стилем S6 среди мужчин и на дистанции 100 метров брассом среди мужчин SB6. Он также был знаменосцем на церемонии открытия Летних Паралимпийских игр 2016 года.
На чемпионате мира 2013 года в Монреале он впервые стал чемпионом мира. После этого Криспин еще девять раз поднимался на первый подиум на чемпионатах мира в Глазго (2015), Мехико (2017), Лондоне в 2019 годах.
Он представлял Колумбию как на 2015 PARAPAN американских игр и 2019 PARAPAN американских игр. Он также участвовал в чемпионате мира по плаванию в 2019 году в Лондоне, Великобритания.

## Паралимпиада 2020
На Паралимпийских играх в Токио Нельсон Криспин выиграл золотую медаль в дисциплине 200 метров SM6.

## Ссылка
- Nelson Crispin Corzo
- CRISPIN Nelson